# Article 22 de la Constitution belge
L'article 22 de la Constitution de la Belgique fait partie du titre II « Des Belges et de leurs droits ». Il garantit le droit à la vie privée et familiale.

## Texte de l'article actuel
« Chacun a droit au respect de sa vie privée et familiale, sauf dans les cas et conditions fixés par la loi.

La loi, le décret ou la règle visée à l'article 134 garantissent la protection de ce droit. »
— Article 22 de la Constitution